# Siljana
Siljana (arab. سليانة, fr. Siliana) – miasto w północnej Tunezji położone 127 kilometrów na południowy zachód od Tunisu i 10 kilometrów od Jamy (w starożytności Zama), gdzie w 202 roku p.n.e. miało miejsce decydujące starcie II wojny punickiej. Stolica Gubernatorstwa Siljana.